# Doğukan Sinik
Doğukan Sinik, né le 21 janvier 1999 à Antalya en Turquie, est un footballeur turc qui évolue au poste d'ailier droit à Antalyaspor.

## Biographie

### En club
Né à Antalya en Turquie, Doğukan Sinik est formé par le club de sa ville natale, Antalyaspor, qu'il rejoint à l'âge de 13 ans en provenance du Simsek Genclik Ve Spor, alors qu'il était également courtisé par le Fenerbahçe SK. Il joue son premier match en Süper Lig le 13 mai 2016, lors d'une large victoire de son équipe face à Trabzonspor (7-0).
Lors de la saison 2017-2018, il est prêté au Kemerspor 2003, modeste club amateur évoluant en quatrième division, où il réalise une saison pleine avec 30 matchs et 2 buts.
De retour dans son club formateur, Sinik s'impose comme un titulaire lors de la saison 2018-2019, où il participe à 33 matchs en championnat, avec 22 titularisations.
Le 20 juillet 2022, Doğukan Sinik rejoint l'Angleterre afin de s'engager en faveur de Hull City. Il signe un contrat de trois ans, soit jusqu'en juin 2025,.
Le 12 janvier 2023, Sinik fait son retour à Antalyaspor, où il est prêté jusqu'à la fin de la saison.
Lors de l'été 2023, Sinik fait son retour à Hull City. Il est cette fois réintégré à l'équipe première par l'entraîneur Liam Rosenior, ce dernier expliquant que l'international turc travail dur avec l'objectif de s'imposer à Hull City.

### En équipe nationale
De 2016 à 2017, il représente l'équipe de Turquie des moins de 18 ans pour un total de cinq matchs.
Avec l'équipe de Turquie des moins de 19 ans, Sinik inscrit un but contre le Kazakhstan le 7 novembre 2017, à l'occasion de sa toute première sélection dans cette catégorie. Ce match gagné 3-0 rentre dans le cadre des éliminatoires du championnat d'Europe. Il participe ensuite à la phase finale du championnat d'Europe en 2018, qui est organisé en Finlande. Il joue trois matchs lors de ce tournoi. Avec un bilan peu reluisant de trois défaites, neuf buts encaissés et seulement deux buts marqués, son équipe ne parvient pas à sortir de la phase de groupe.
Il joue son premier match avec les espoirs le 17 novembre 2018, en amical contre l'Écosse (victoire 0-2). Le 6 septembre 2019, il inscrit son premier but avec les espoirs, lors d'une rencontre face à l'Angleterre. Ce match perdu sur le score de 2-3 rentre dans le cadre des éliminatoires de l'Euro espoirs 2021.